# Leonard James Rogers
Leonard James Rogers   (Oxford, 30 de març de 1862 - Oxford, 12 de setembre de 1933) va ser un matemàtic anglès, conegut per haver enunciat les identitats de Rogers-Ramanujan.

## Vida i Obra
Rogers va néixer a Oxford on el seu pare era professor d'economia política. Durant la seva infància va patir una malaltia severa i no va ser escolaritzat, però un professor del Jesus College li va donar classes, donant-se compte de la seva habilitat amb les matemàtiques. el 1880 es va matricular al Balliol College de la universitat d'Oxford, on, a part de matemàtiques, va estudiar llengües clàssiques i música. Es va graduar el 1884.
A partir de 1889 a ser professor de matemàtiques del Yorkshire College (actual universitat de Leeds) fins al 1919 en que va haver de deixar la docència per malaltia greu. En recuperar-se, va tornar a Oxford on va continuar amb el seu treball matemàtic. El 1924 va ser escollit fellow de la Royal Society.
Malgrat la seva gran intel·ligència i habilitat en diversos camps, no va destacar per la seva producció científica, potser degut a la seva inconstància. Rogers només és recordat per tres articles seus, publicats els anys 1893 i 1894, que van ser redescoberts per Srinivasa Ramanujan el 1917 en els que enunciava i demostrava les avui conegudes com a identitats de Rogers-Ramanujan emprant els polinomis de Rogers.